# Oiseau (art martial)
Pour les articles homonymes, voir Oiseau (homonymie).
L'oiseau, dans l'art martial chinois du jeu des 5 animaux, correspond à plusieurs figures censées imiter cet animal.

## Technique

### Interne
Le style interne de l'oiseau est utilisé pour stimuler les poumons : le travail est sur l'amplitude de la respiration, et sur le relâchement des articulations des membres supérieurs.

## Connexe
- Aigle (art martial)
- Grue blanche (art martial)
- Coq (art martial)